# Daniele Campani
Daniele Campani (Albinea, 4 luglio 1961) è un batterista italiano, noto per aver militato per oltre trent'anni nei Nomadi.
Prima dell'entrata nel gruppo, lavorò come copywriter in una agenzia pubblicitaria di Reggio Emilia; sue anche diverse copertine dei Nomadi.
Suonò con vari gruppi locali e il 1º luglio del 1990 entrò a far parte dei Nomadi, assieme a Cico Falzone, in sostituzione di Gian Paolo Lancellotti.
Appassionato di calcio, Daniele Campani ha fatto parte della Dinamo Rock, squadra benefica dei Gruppi Rock Italiani fondata da Ligabue.
A partire dal 22 novembre 2010 e fino al 7 luglio 2014, quando viene sostituito da Paolo Valli, Campani ha partecipato, suonando la batteria, alle sigle pubblicitarie e meteo della Rai.
Il 21 novembre 2023 lascia per motivi personali i Nomadi dopo 33 anni di militanza (1990-2023). È stata comunicata la sua decisione sulla pagina Facebook ufficiale dei Nomadi, con un messaggio di ringraziamento da parte di tutti i componenti del gruppo, che ne hanno rispettato la scelta.

## Discografia

### Con i Nomadi
- 1990 – Solo Nomadi (CGD)
- 1991 – Gente come noi (CGD)
- 1992 – Ma noi no (CGD)
- 1992 – Ma che film la vita (CGD)
- 1993 – Contro (CGD)
- 1994 – La settima onda (CGD)
- 1995 – Lungo le vie del vento (CGD)
- 1996 – Quando ci sarai (CGD)
- 1997 – Le strade, gli amici, il concerto (CGD)
- 1998 – Una storia da raccontare (CGD)
- 1999 – SOS con rabbia e con amore (CGD)
- 2000 – Liberi di volare (CGD)
- 2002 – Amore che prendi amore che dai (CGD)
- 2003 – Nomadi 40 (CGD)
- 2004 – Corpo estraneo (Atlantic)
- 2006 – Con me o contro di me (Atlantic)
- 2007 – Nomadi & Omnia Symphony Orchestra - Live 2007 (Atlantic)
- 2009 – Allo specchio (Atlantic)
- 2010 – Raccontiraccolti (Atlantic)
- 2011 – Cuore vivo (Nomadi)
- 2012 – Terzo tempo (Nomadi)
- 2014 – Nomadi 50+1 (Nomadi)
- 2015 – Lascia il segno (Nomadi)
- 2017 – Nomadi dentro (Nomadi)
- 2018 – Nomadi 55 - Per tutta la vita (Nomadi)
- 2019 – Milleanni (Nomadi)
- 2021 – Solo esseri umani (BMG Italia)
- 2023 – Cartoline da qui (BMG Italia)